# Hiroko Koshino
Hiroko Koshino (japanisch コシノ ヒロコ), Koshino Hiroko; geboren 15. Januar 1937 in Kishiwada (Präfektur Osaka) ist eine japanische Modeschöpferin.

## Leben und Wirken
Hiroko Koshino besuchte die „Kishiwada High School der Präfektur Osaka“ (大阪府立岸和田高等学校, Ōsaka furitsu Kishiwada kōtō gakkō). Während der Schulzeit interessierte sie sich für Kunst und belegte Fachkurse für Malerei. Nach dem Abitur meinte ihre Mutter, sie solle auf eine Kunstschule gehen. Aber als sie ein von Nakahara Jun’ichi (中原 淳一; 1913–1983) entworfenes Design-Bild sah, begriff sie, die das Nähen hasste, auch ohne Nähen in der Modebranche tätig sein zu können.
Nach ihrem Umzug nach Tokio studierte Koshino am „Bunka Fashion College“ (文化服装学院, Bunka fukusō gakuin) bei Hara Masao (原 雅夫; geb. 1949). Danach arbeitete sie im „Ginza Komatsu Store“ (銀座小松ストアー) und kam mit Issey Miyake, Kenzō Takada und anderen bereits etablierten Modegrößen in der Ginza zusammen.
Koshino ist auch als Künstlerin aktiv und eröffnete 2012 die „KH Gallery“, eine Kunstausstellungshalle, in Verbindung mit dem Hauptgeschäft „Hiroko Koshino Ginza Store“ (ヒロココシノ銀座店) in der Ginza. Im darauffolgenden Jahr 2013 wurde das vom Stararchitekten Tadao Andō entworfene ehemalige Wohnhaus in der Stadt Ashiya, Präfektur Hyōgo, als Galerie renoviert und als „KH Gallery Ashiya“ der Öffentlichkeit zugänglich gemacht. Bei der Präsentation von Kunstwerken wird ihr Name „Hiroko Koshino“ in Kanji geschrieben.
Über ihre Freundschaft mit dem professionellen Baseballmanager Sen’ichi Hoshino war Koshino stellvertretende Vorsitzende und Leiterin der Frauenabteilung der „Osaka Supporters Association“ von Hoshino. Sie war auch zehn Jahre Vorsitzende der Alumni-Vereinigung, „Veilchen-Vereinigung“ genannt, des „Bunka Fashion College“.
Koshino schrieb den Text „Na mo naki haya yo“ (名もなき花よ) – etwa „Das ist eine namenlose Blume“, zu dem der Songwriter Kyogo Kawaguchi (河口 恭吾, geb. 1974) die Melodie komponierte. Das war 2010 der Titelsong des vom NHK ausgestrahlten Drama „Der Anteil der Engel“ (天使のわけまえ, Tenshi no wakemae).
Junko Koshino ist die jüngere Schwester von Hiroko.